# Antoni Zajkowski

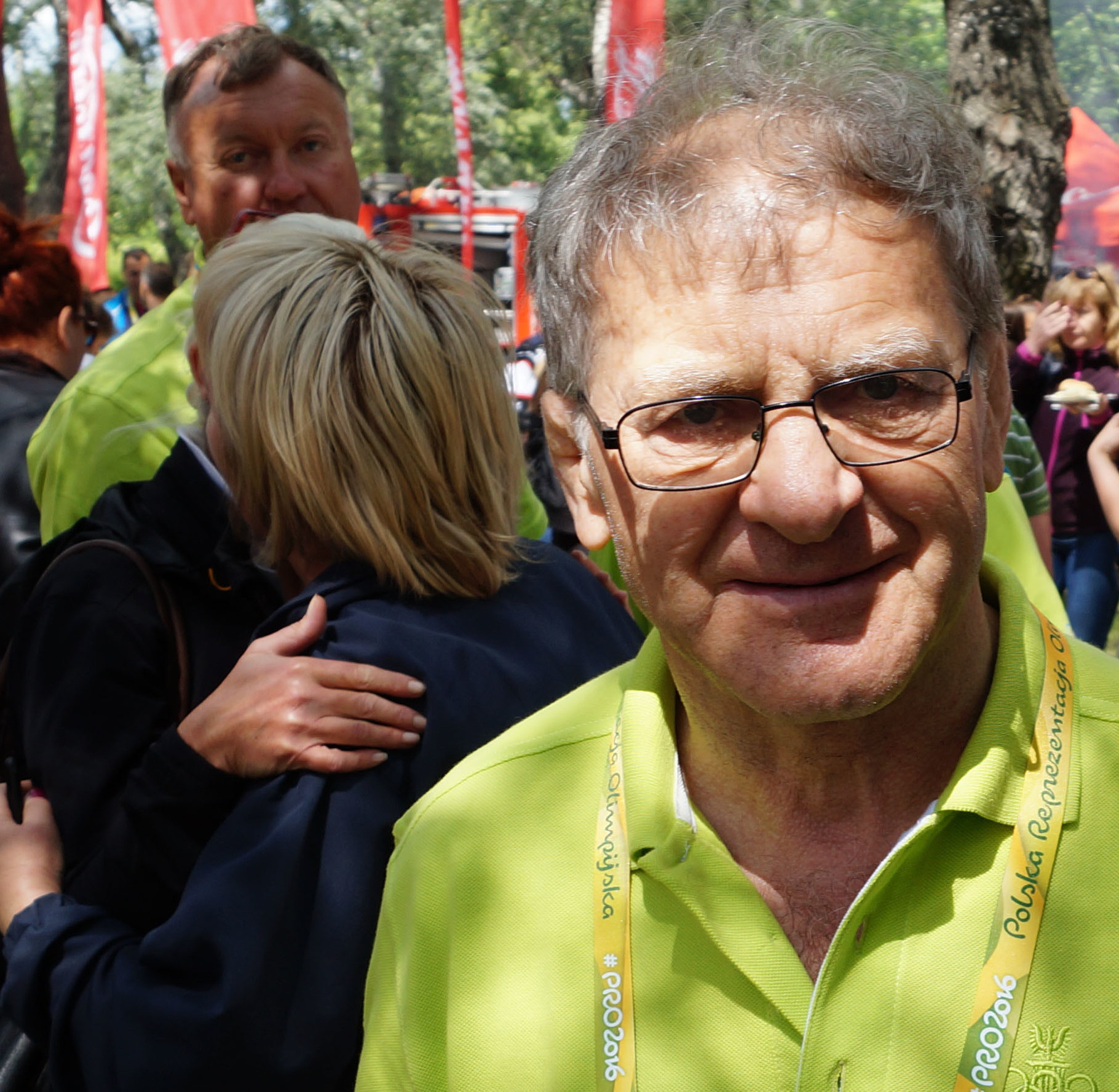
Antoni Zajkowski

Antoni Zajkowski (* 5. August 1948 in Maleczewo) ist ein ehemaliger polnischer Judoka. Er gewann 1972 eine olympische Silbermedaille im Halbmittelgewicht.
Der 1,70 m große, für AZS Warschau antretende Antoni Zajkowski gewann bei den Europameisterschaften 1969 in Ostende die Silbermedaille hinter dem sowjetischen Judoka David Rudman. 1970 erkämpfte er seinen ersten polnischen Meistertitel. Bei den Europameisterschaften 1971 in Göteborg erhielt er wie zwei Jahre zuvor die Silbermedaille, nachdem er das Finale gegen Rudolf Hendel aus der DDR verlor. Bei den Weltmeisterschaften in Ludwigshafen verlor er im Halbfinale gegen einen Japaner, im Kampf um Bronze gewann er gegen den Franzosen Christian Desmet.
Bei den Olympischen Spielen 1972 in München unterlag er nach drei Siegen in der Vorrunde gegen den Japaner Toyokazu Nomura. In der Trostrunde bezwang er den Ungarn Antal Hetényi und besiegte dann Dietmar Hötger im Kampf um den Finaleinzug. Im Finale traf Zajkowski dann erneut auf Nomura, nach 27 Sekunden war Nomura Olympiasieger.
1973 siegte Zajkowski beim Tournoi de Paris. 1973 und 1974 war er wie 1970 polnischer Meister. 1975 gewann er mit dem polnischen Team die Bronzemedaille bei den Mannschaftseuropameisterschaften. Nachdem er im Finale der polnischen Meisterschaften 1976 gegen Marian Tałaj verloren hatte und dieser zu den Olympischen Spielen nach Montreal fuhr, beendete Zajkowski seine internationale Karriere.